# Histioteuthis meleagroteuthis
Histioteuthis meleagroteuthis är en bläckfiskart som först beskrevs av Chun 1910.  Histioteuthis meleagroteuthis ingår i släktet Histioteuthis och familjen Histioteuthidae. Inga underarter finns listade i Catalogue of Life.